# Марисова Інеса Віталіївна
Інеса Віталіївна Марисова (нар. 15 червня 1929, Слободзея) — українська зоологиня та педагог, доктор біологічних наук, професор, Заслужений діяч науки і техніки України.

## Біографія
Народилася Інеса Віталіївна 15 червня 1929 року в селі Слободзея (нині Молдова). Закінчила Київський університет (1951). Працювала в Київському (1954–1955) і Кременецькому педагогічному інституті (1955–1964).
З 1964 року працювала в Ніжинському педагогічному інституті (Чернігівська область). У 1964–1977 та 1983–2012 роках завідувала кафедрою зоології, у 1967–1973 роках була проректором з наукової роботи, у 1973–1983 роках — професором кафедри зоології, а з 2012 року — професором кафедри біології.
Довгий час викладала курс "Зоології хребетних" для студентів Ніжинського державного університету.

### Родина
- Донька - Торжевська Олена Ромуальдівна, вчитель, Відмінник освіти України.
- Онук - Микита Торжевський - режисер на телебаченні, учасник програми "Найрозумніший"
- Онук - Денис Соболєв - режисер, живе і працює в США.

## Наукова діяльність
Наукові інтереси І. В. Марисової охоплюють екологічну орнітофауністику, палеорнітологію, зоологію хребетних, біогеографію, охорону природи та біоніку. Вона є авторкою понад 250 наукових праць, зокрема, співавторкою кількох підручників та навчальних посібників для вищих навчальних закладів.
І. В. Марисова є ініціаторкою створення зоологічного музею як самостійної одиниці кафедри біології Ніжинського педагогічного університету (1970).